# Chiesa di San Siro (Nizza Monferrato)
La chiesa di San Siro è una delle chiese di Nizza Monferrato (provincia di Asti). Essa nacque nel 1311, per volere di un presunto nobile locale, un certo Antonio Pelletta, il quale pose come condizione che l'arciprete fosse sempre un sacerdote di Nizza.

## Storia e descrizione
Nei secoli passati, vide innumerevoli ed aspre traversie circa il diritto di Patronato e controllo, in cui vennero coinvolti molte famiglie nobili della zona, il Municipio e la Curia Vescovile, fino alla convocazione in giudizio davanti alla Sacra Rota ed ai più alti ranghi ecclesiastici.
La Chiesa, in origine di proporzioni estremamente modeste, fu ampliata nel corso dei secoli, soprattutto tra il 1790-1800. Ha un impianto fondamentale di tre navate, delle quali quelle laterali corrispondono a circa un mezzo dello spazio centrale; ampia è la sezione presbiteriale, di forma rettangolare, mentre quasi del tutto azzerati, in maniera simile alla chiesa di San Giovanni, si presentano i transetti, a favore di un discreto vano di sacrestia, a destra, e di una stanza di servizio, a sinistra.
La porzione absidale è semicircolare, sopra la quale si eleva uno spazio munito di generose aperture alla luce.
Oggi la chiesa, in stile barocco, si presenta di ordine composito, si succedono due campate propriamente dette, mentre le tre navate sono separate da curate balaustre in marmo variopinto.
I soffitti sono stati dipinti ad affresco, da un mediocre pennello locale, e si presentano ricchi di stucchi complessi, incorniciature e fini dorature.
I muri laterali sono abbelliti da finti marmi, e pitture di decorazioni ideali. L'architetto Canonico Don Alessandro Thea seguì gli abbellimenti dal 1939 al 1943, tra cui due grandi affreschi alle pareti del presbiterio: il Cristo Re, di Paolo Giovanni Crida e la Coena Domini, di Pietro Dalle Ceste.
Pregevole è il coro, oggi in vista grazie allo smantellamento del vecchio e scuro altare marmoreo.
La chiesa presenta a lato resti dell'antico Convento delle monache benedettine, attualmente incorporato all'ospedale.